# Orange City (Iowa)
Orange City è una città degli Stati Uniti d'America, situata nello Stato dell'Iowa, nella Contea di Sioux, della quale è il capoluogo.